# D.A.S.
Die D.A.S. Aktiengesellschaft bestand von 1928 bis 2015. Heute ist die D.A.S. die Marke für Rechtsschutz in der Ergo Versicherung AG. Die Ergo Versicherung AG als Teil der ERGO Group AG gehört zum Rückversicherer Münchener Rück.

## Geschichte

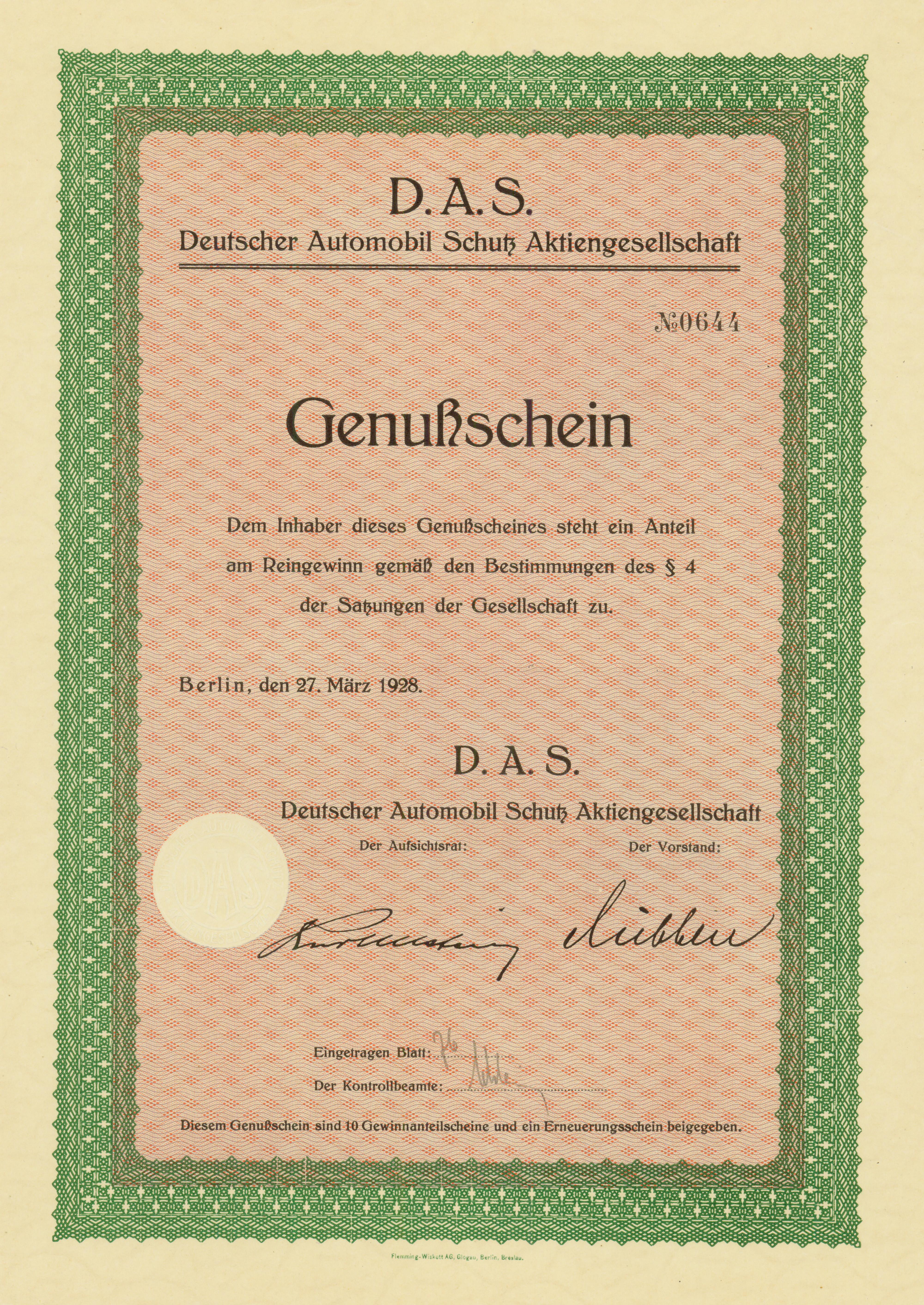
Genußschein der D.A.S. vom 27. März 1928

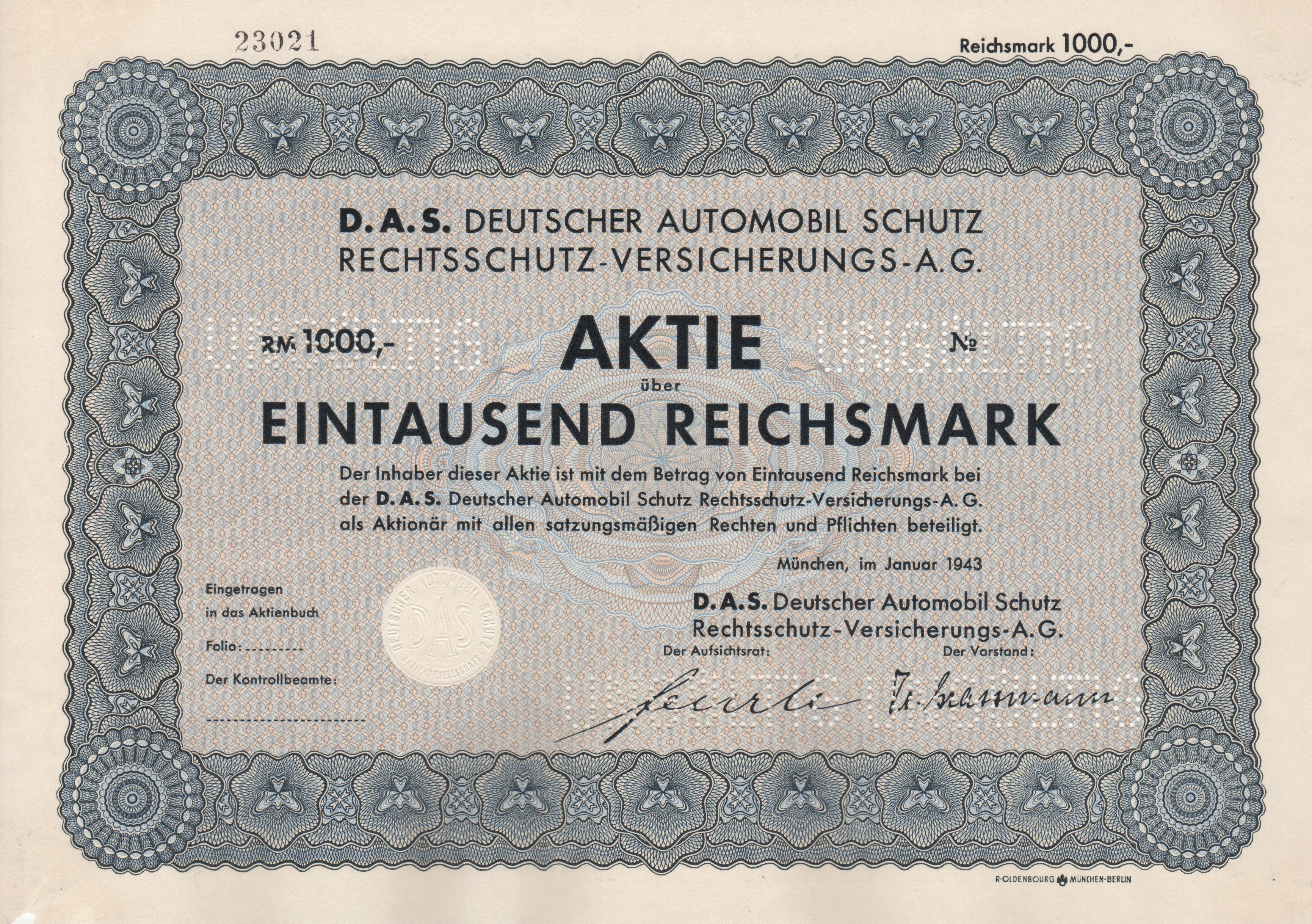
Aktie über 1000 RM der D.A.S. Rechtsschutz-Versicherungs-AG vom Januar 1943

Gegründet wurde die D.A.S. 1928 unter dem Namen D.A.S. Deutscher Automobil Schutz Aktiengesellschaft in Berlin als Rechtsdienstleister für Autofahrer. Damit war sie der erste Rechtsschutzversicherer Deutschlands. 1941 wurde aus dem Dienstleister eine Versicherungsgesellschaft: die D.A.S. Rechtsschutz-Versicherungs-Aktiengesellschaft. Der Firmensitz wurde nach München verlegt.
1954 gab man die Beschränkung der Leistungen auf den Automobilbereich auf und bot nun allgemeine Rechtsschutzversicherungen für den Privat- und Berufsbereich an. Im Jahr 1958 erfolgte die Umbenennung auf den noch heutigen Namen: D.A.S. Deutscher Automobil Schutz Allgemeine Rechtsschutz-Versicherungs-Aktiengesellschaft.
1961 erwarb die Victoria Lebensversicherungs-AG mit 74 Prozent die Aktienmehrheit. Zu diesem Zeitpunkt war die D.A.S. dank einer Reihe von Auslandstöchtern bereits Europas größter Rechtsschutzversicherer. 1984 übernahm die Victoria mit der Münchener Rück die restlichen 26 Prozent des Aktienkapitals (Victoria: 16 Prozent, Münchener Rück: 10 Prozent).
1978 wurde die D.A.S. Versicherungs-AG als erstes Tochterunternehmen gegründet. Diese bot als einziges Produkt Schutzbriefversicherungen an und wurde zum Marktführer der Verkehrs-Service-Versicherung. Ab 1985 erfolgte der Ausbau der D.A.S. Versicherungs-AG zum Kompositversicherer.
1989 wurde als weitere Tochter die D.A.S. International AG gegründet. Sie bündelte ab 1990 alle Auslandsaktivitäten der D.A.S.
Nach der Gründung des Ergo-Konzerns 1997/1998 durch den Zusammenschluss der Victoria Holding und der Hamburg-Mannheimer Holding blieb die D.A.S. zunächst erhalten. Sie übernahm 2010 zusätzlich das Geschäft der Hamburg-Mannheimer Rechtsschutzversicherungs-AG, während die Tochtergesellschaften der D.A.S im Zuge einer neuen Markenstrategie bereits auf die Ergo Versicherung AG übergingen. 2015 ging dann auch die D.A.S. vollständig in der Ergo Versicherung AG auf. Die Marke D.A.S. blieb zunächst erhalten. Sie wurde dann im deutschen Markt im September 2019 in die Marke ERGO überführt.

## Produkte
Unter der Marke D.A.S. wurden bis zur Markenmigration in Ergo spartenübergreifend Produkte aus dem Rechtsschutzbereich vertrieben. Dies bezieht sich sowohl auf den gewerblichen Bereich, als auch auf den Privatkundenbereich. Im letzten Test der Stiftung Warentest (Finanztest Ausgabe 12/2014) ging dabei u. a. die D.A.S. bei einem Vergleich von 55 Rechtsschutztarifen mit dem Tarif D.A.S. Premium als Testsieger hervor. Seit September 2019 werden Rechtsschutzprodukte auf dem deutschen Markt unter der Marke Ergo angeboten.